# Cesare Dandini
Cesare Dandini né le 1er octobre 1596 à Florence et mort le 7 février 1657 dans la même ville, est un peintre italien baroque de l'école florentine, membre de la famille d'artistes italiens des Dandini,

## Biographie
Fils aîné du marchand Piero Dandini, Cesare est appelé jeune à se consacrer à l’étude de la peinture, d’abord dans l’atelier de Francesco Curradi puis dans celui de Cristofano Allori et de Domenico Cresti dit le Passignano, où au cours des années il complète dignement sa formation professionnelle. En 1621, il s'inscrit à l'Académie de dessin.
Après un séjour d’études probablement effectué au début des années 1620 à Rome, l’artiste de retour dans sa patrie, grâce à une intense activité acquiert très vite, une place de choix parmi les artistes travaillant à Florence. En 1625 il exécute la Pietà pour l'église de la Santissima Annunziata. À ce retable succédent des peintures essentiellement religieuses comme le Beato Omodei de Vallombreuse, monogrammé et daté de 1629. Il resserre ses liens avec les Médicis, pour qui il travaille jusqu'en 1642. Parmi les œuvres de cette période, on trouve Isabella et Zerbino, le Retable Palli à la Santissima Annunziata et la Charité du pavillon Médicis répertorié en 1634.
Sa première manière, orientée de préférence vers le courant naturaliste est sensible aussi à la leçon du Caravage, et se distingue par des compositions aux forts contrastes de clair-obscur cherchant de préférence à explorer avec langueur et finesse des figures viriles. Une bonne partie de l’activité essentielle de Dandini est une méditation sur la peinture cinquecentesque de Pontormo et de Bronzino, dominée surtout par de captivantes femmes fatales aux carnations neigeuses et représentant le plus souvent des héroïnes tragiques ou des allégories morales. Ces orientations se manifestent dans la Checca Costa (collection privée), Moïse et les filles de Jéthro de Dublin, et la Naissance de la Vierge à San Lino de Volterra.
L’union originale entre la peinture sensuelle de Francesco Furini et de ses successeurs, les nouveautés de l’école de Bologne autour de Guido Reni, la réinterprétation des œuvres de l’immortel Raphaël caractérisent la dernière période du peintre. De cette époque sont connues, la très raffinée Artémise Corsini et la Sainte Marguerite des Dépôts florentins.
Chargé d’honneurs et de distinctions publiques, il meurt dans sa ville natale en 1657.

## Œuvres
(liste non exhaustive)
| Tableau                                  | Titre                                           | Date d'exécution | Support et dimensions          | Expositions, notes                                                                                  | Lieu de conservation                         |
| ---------------------------------------- | ----------------------------------------------- | ---------------- | ------------------------------ | --------------------------------------------------------------------------------------------------- | -------------------------------------------- |
| Nature morte avec fiasque, verre et pain | Nature morte avec fiasque, verre et pain        | c.1630           | huile sur toile 41 × 32,5 cm   | | Kunsthistorisches Museum, Vienne             |
| Canards suspendus                        | Deux canards suspendus                          | c.1630           | huile sur toile 82 × 71 cm     | Commandé par le cardinal Jean-Charles de Médicis pour sa résidence florentine de la via della Scala | musée des Offices, Florence                  |
| Renaud et Armide                         | Renaud empêche Armide de mettre fin à ses jours | 1635             | huile sur toile 185 × 205 cm   | | musée des Offices, Florence                  |
| Jeune homme au béret                     | Portrait de jeune homme au béret                | c.1635-1650      | huile sur toile 56 × 45 cm     | | Palais Pitti, galerie Palatine, Florence     |
| Junon                                    | Junon                                           | c.1635           | huile sur toile 97,5 × 78,5 cm | | Palazzo degli Alberti, Prato                 |
| Apollon Dandini                          | Apollon                                         | c.1635           | huile sur toile 93 × 75 cm     | | Palazzo degli Alberti, Prato                 |
| Archange St Michel                       | Archange St Michel                              | c.1635           | huile sur toile 100 × 82 cm    | | collection privée                            |
| Diane en habits orientaux                | Diane en habits orientaux                       | 1639             | huile sur toile 97 × 82,5 cm   | | Statens Museum for Kunst, Copenhague         |
| La Sainte Famille                        | La Sainte Famille                               | c.1640           | huile sur toile 148 × 111 cm   | | musée de l'Ermitage, Saint-Pétersbourg       |
| Deux braves                              | Deux braves                                     | c.1640           | huile sur toile 74 × 62 cm     | | collection Gianfranco-Luzzetti               |
| Portrait de peintre                      | Portrait du peintre Alessandro Rosi             | c.1640           | huile sur toile 66 × 50 cm     | | collection Gianfranco-Luzzetti               |
| Saint Jean-Baptiste                      | Saint Jean-Baptiste dans le désert              | c.1645           | huile sur toile 72 × 56 cm     | | collection privée                            |
| Allégorie de la Constance                | Allégorie de la Constance                       | c.1645           | huile sur panneau 73 × 62,5 cm | | collection Manning, Forest Hill New York     |
| 'Moise défendant les filles de Jethro'   | Moïse défend les filles de Jethro               | c.1645           | huile sur toile 206 × 272 cm   | | National Gallery of Ireland, Dublin          |
| Cesare Dandini, Conversione di Saulo     | La conversion de Saint Paul                     | 1647             | huile sur toile 252 × 171 cm   | restaurée en 2019                                                                                   | Chapelle de Saint Paul Abbaye de Vallombrosa |
| Marie, Jésus et St Jean-Baptiste enfants | Marie, Jésus et St Jean-Baptiste enfants        | c.1650           | huile sur toile 80 × 65 cm     | | Hôpital Santa Maria Nuova, Florence          |

- Allégorie de la comédie, Palais Pitti, galerie Palatine, Florence
- Portrait du musicien Landini, Palais Pitti, galerie Palatine, Florence
- Sainte Cécile, huile sur toile, 87 × 74 cm, Palais Pitti, galerie Palatine, Florence[4]
- Portrait de Checca Costa, Musée Stibbert, Florence
- Sainte Dorothée, huile sur toile, 97 × 82 cm, Musée du Cenacolo di San Salvi, Florence[5]
- Galleria di Palazzo degli Alberti, Prato :
  - Allégorie de la Comédie
  - Archange St Michel
  - Portrait de femme
- Allégorie de la Charité, huile sur toile, 120 × 105 cm[6], Metropolitan Museum of Art, New York
- Allégorie de la Constance, Blanton Museum of Art, Austin (Texas)
- Allégorie de la Musique, Taubman Museum of Art, Roanoke (Virginie)
- Salomé, c. 1630, huile sur toile, 115 × 92 cm[7], Philadelphia Museum of Art[8]

### Collections privées
- Allégorie de l'astronomie
- Allégorie de la géographie
- Allégorie de la justice
- Allégorie de la peinture
- Allégorie de l'intelligence
- Archange Gabriel
- Diane avec un chien
- La Bettona
- Marie-Madeleine pénitente
- Saint Georges
- Saint Luc
- Saint Marc
- Saint Paul
- Sainte Agnès
- Sainte Catherine d'Alexandrie
- Sainte Inès
- Sainte Theodora
- Sophonisbe, huile sur toile, 122 × 100 cm
- Portrait d'un jeune homme avec un manteau fendu et béret, c. 1635, huile sur toile ovale, 62 × 50 cm
- Portrait de Vittoria della Rovere, grande-duchesse de Toscane ou Allégorie de la Générosité, huile sur toile, 87 × 71 cm

## Sources
- Mina Gregori, Cesare Dandini pittore del '600 fiorentino, (1969)
- Roberto Contini, Cesare Dandini, Seicento Fiorentino, (1986)
- Sandro Bellesi : Catalogue raisonné de Cesare Dandini, (1996)
- Sandro Bellesi : Addenda au Catalogue raisonné de Cesare Dandini, (2007)
- Sandro Bellesi : Etude sur la peinture du Seicento et Settecento Florentin, (2013)
- Emmanuel Bénézit, Dictionnaire des peintres, sculpteurs, dessinateurs et graveurs